# IHF-Welttrainer des Jahres
Als IHF-Welttrainer des Jahres zeichnet die Internationale Handballföderation (IHF) jährlich Handballtrainer von männlichen und weiblichen Teams aus.

## Verfahren
Die Internationale Handballföderation wählt für die Kür zum Trainer des Jahres jeweils eine Anzahl an Kandidaten aus, die im Vorjahr hervorragende Arbeit geleistet haben. Die Auswahl nehmen je zur Hälfte IHF-Experten und Top-Trainer vor. Während eines zwei Wochen dauernden Zeitraums können dann auf der Website der IHF Stimmen für die Kandidaten abgegeben werden.

## Titelträger
| IHF-Welttrainer des Jahres | IHF-Welttrainer des Jahres                                            | IHF-Welttrainer des Jahres                                                |
| -------------------------- | --------------------------------------------------------------------- | ------------------------------------------------------------------------- |
| Jahr                       | Trainer männliches Team                                               | Trainer weibliches Team                                                   |
| 2021                       | Nikolaj Jacobsen (Dänische Nationalmannschaft)                        | Jesper Jensen (Dänische Nationalmannschaft und Team Esbjerg)              |
| 2020                       | –                                                                     | –                                                                         |
| 2019                       | Nikolaj Jacobsen (Rhein-Neckar-Löwen und Dänische Nationalmannschaft) | Emmanuel Mayonnade (Metz Handball und Niederländische Nationalmannschaft) |
| 2018                       | Didier Dinart (Französische Nationalmannschaft)                       | Olivier Krumbholz (Französische Nationalmannschaft)                       |
| 2017                       | –                                                                     | –                                                                         |
| 2016                       | Didier Dinart (Französische Nationalmannschaft)                       | Þórir Hergeirsson (Norwegische Nationalmannschaft)                        |
| 2015                       | Dagur Sigurðsson (Deutsche Nationalmannschaft)                        | Þórir Hergeirsson (Norwegische Nationalmannschaft)                        |
| 2014                       | Ljubomir Vranjes (SG Flensburg-Handewitt)                             | Þórir Hergeirsson (Norwegische Nationalmannschaft)                        |
| 2013                       | –                                                                     | –                                                                         |
| 2012                       | Valero Rivera López (Spanische Nationalmannschaft)                    | Þórir Hergeirsson (Norwegische Nationalmannschaft)                        |
| 2011                       | Ulrik Wilbek (Dänische Nationalmannschaft)                            | Þórir Hergeirsson (Norwegische Nationalmannschaft)                        |
| 2010                       | Claude Onesta (Französische Nationalmannschaft)                       | Olivier Krumbholz (Französische Nationalmannschaft)                       |
| 2009                       | Claude Onesta (Französische Nationalmannschaft)                       | Jewgeni Trefilow (Swesda Swenigorod und Russische Nationalmannschaft)     |